# サスキア・ポスト
サスキア・ポスト（Saskia Post、1961年1月1日 - 2020年3月16日）は、アメリカ合衆国生まれのオーストラリアの女優。
1986年の映画『ドッグ・イン・スペース』でヒロイン役を演じたことで最もよく知られている。1985年の映画『Bliss』や1991年の映画『Proof』にも出演しているほか、数多くのオーストラリアのテレビ・シリーズに出演している。

## 経歴
1961年にカリフォルニア州マーティネズに生まれた。オランダ出身だった両親は、アメリカ合衆国と日本を行き来する生活を経て、1975年にオーストラリアへ定住した。高校で演技や歌唱を学び、卒業後の一年ほどはシドニーで演技のワークショップやダンス教室で学んでいた。次いで、ニューサウスウェールズ大学に進み、演劇と芸術を専攻した12ヶ月で退学し、1981年にザ・ドラマ・スタジオ (The Drama Studio) のフルタイムの生徒となった。その課程を修了した直後には、テレビドラマで初めて役をもらい、メルボルンの平均的な中流家庭が第二次世界大戦の影響を受けながら送る日常を描いたオーストラリアの連続テレビドラマ『The Sullivans』でオランダ人難民ユリアナ・スレーフェン (Julianna Sleven) を演じた。同作品に出演するためメルボルンに移り住み、12ヶ月を過ごした。
1984年にジョン・ダイガン監督の映画『One Night Stand』に出演するためメルボルンを離れ、この映画ではチェコ生まれの銀行員エヴァ (Eva) を演じた。
1985年にオーストラリア映画テレビ芸術アカデミー賞を獲得した映画『Bliss』に出演し、ハニー・バーバラ (Honey Barbara) の娘を演じた。
1986年には、リチャード・ローウェンスタイン監督の映画『ドッグ・イン・スペース』の主役に抜擢されたが、この作品はメルボルン中心部のサバーブであるリッチモンドでシェアハウスに住む若いミュージシャンや音楽ファンたちを描いた者であった。この映画でマイケル・ハッチェンスが演じた主人公サム (Sam) のガールフレンドであるアナ (Anna) を演じた。
メルボルンやシドニーで、舞台劇にも数多く参加しており、『Hating Alison Ashley』、『Salome』、『Endgrain』、『Train to Transcience』、『Could I Have this Dance?』、『In Angel Gear'』、『Figures in Glass』、『Skin』、『Vincent in Brixton』などの舞台に立った。
トランスパーソナル・アート・セラビー (Transpersonal Art Therapy) のセラピスト、教育者としても活動していた。
2020年3月16日、メルボルンの病院にて心不全のため死去。59歳没。

## フィルモグラフィ
| 年      | 題名                                   | 役名                | 注記                       |
| ------- | -------------------------------------- | ------------------- | -------------------------- |
| 1982    | The Sullivans                          | Julianna Sleven     |                            |
| 1982–83 | Sons and Daughters                     | Kerry Mitchell      | リカーリング – 15話        |
| 1984    | One Night Stand                        | Eva                 |                            |
| 1985    | A Country Practice                     | Michelle Longet     | 2話                        |
| 1985    | Bliss                                  | young Honey Barbara |                            |
| 1986    | Return to Eden                         | Jessica Stuart      | リカーリング – 11話        |
| 1986    | ドッグ・イン・スペース (Dogs in Space) | Anna                |                            |
| 1987    | A Country Practice                     | Pammie Allen        | 2話                        |
| 1991    | Proof                                  | waitress            |                            |
| 1991    | All Together Now                       | Susan               | エピソード「Stuck on You」 |
| 1996    | Ocean Girl                             | Hypnotherapist      | 1話                        |
| 1997    | True Love and Chaos                    | Sam                 |                            |
| 2000    | Introducing Gary Petty                 | Emily               | 6話                        |
| 2000    | Eugénie Sandler P.I.                   | Angela Duvier       | リカーリング – 11話        |
| 2002    | Short Cuts                             | Louise              |                            |
| 2010    | City Homicide                          | Gloria Beck         | 1話                        |